# La breve favolosa vita di Oscar Wao
La breve favolosa vita di Oscar Wao è un romanzo del 2007 scritto dall'autore dominicano naturalizzato statunitense Junot Díaz. Sebbene sia un'opera di narrativa, il romanzo è ambientato nel New Jersey negli Stati Uniti, dove Díaz è cresciuto, e tratta dell'esperienza della Repubblica Dominicana sotto il dittatore Rafael Leónidas Trujillo. Il libro racconta sia la vita di Oscar de León, un ragazzo dominicano sovrappeso che cresce a Paterson, New Jersey, ossessionato dai romanzi di fantascienza e fantasy e dalla volontà di innamorarsi, sia una maledizione (fukù) che ha afflitto la sua famiglia per generazioni.
Narrato da più personaggi, il romanzo incorpora una quantità significativa di spanglish (una lingua ibrida tra spagnolo e inglese) e neologismi, così come riferimenti a libri e film fantasy e di fantascienza. Attraverso il tema generale della "maledizione fukú", il libro contiene anche elementi di realismo magico. Ha ricevuto recensioni molto positive dalla critica, che ha lodato lo stile di scrittura di Díaz e la storia multi-generazionale. La breve vita meravigliosa di Oscar Wao ha vinto numerosi premi nel 2008, come il National Book Critics Circle Award e il Premio Pulitzer per la narrativa.

## Concetto
Il libro racconta la vita di Oscar de León, un ragazzo dominicano sovrappeso che cresce a Paterson, New Jersey, ossessionato dai romanzi di fantascienza e fantasy e dalla volontà di innamorarsi, così come dalla maledizione che ha afflitto la sua famiglia per generazioni.
Le sezioni centrali del romanzo sono incentrate sulle vite della sorella di Oscar, Lola, scappata di casa, di sua madre, Hypatia Belicia Cabral, e di suo nonno, Abelardo. Ricco di note a piè di pagina, riferimenti alla fantascienza e al fantasy, analogie con i fumetti e vari dialetti spagnoli, il romanzo è anche una meditazione sulla narrazione, la diaspora dominicana e l'identità, la sessualità e l'oppressione.
La maggior parte della storia è raccontata da un narratore apparentemente onnisciente che alla fine si rivela essere Yunior de Las Casas, un compagno di stanza del college di Oscar che frequentava Lola. Yunior appare anche in molti dei racconti brevi di Díaz ed è spesso visto come un alter ego dell'autore.

## Trama

### Narrazione principale
Oscar de León (soprannominato Oscar Wao, una bastardizzazione di Oscar Wilde) è un dominicano sovrappeso che cresce a Paterson, New Jersey. Oscar vuole disperatamente avere successo con le donne ma, fin da giovane, non riesce a trovare l'amore, soprattutto perché è un nerd ossessionato dalla fantascienza e dai fumetti. La sua grande paura è quella di morire vergine.
Dopo il liceo, Oscar frequenta la Rutgers University. Il fidanzato di sua sorella, Yunior (il narratore di gran parte del romanzo), si trasferisce da Oscar e cerca di aiutarlo a mettersi in forma e a diventare più "normale". Dopo "essere stato insultato da una ragazza", tenta di uccidersi bevendo tre bottiglie di liquore e buttandosi dal ponte ferroviario di New Brunswick. Sopravvive alla caduta ma rimane gravemente ferito.
Oscar si riprende e si laurea alla Rutgers. Fa il supplente al suo ex liceo e sogna di scrivere un'opera epica di fantascienza. Alla fine, si trasferisce nella Repubblica Dominicana e si innamora perdutamente di Ybon, una prostituta che vive vicino a lui. Ybon è gentile con Oscar ma rifiuta le sue frequenti proposte romantiche. Il fidanzato di Ybon, un violento capitano di polizia, diventa geloso di Oscar e manda due scagnozzi che rapiscono Oscar, lo portano nei campi di canna da zucchero e lo picchiano fino al coma. La famiglia di Oscar lo riporta negli Stati Uniti per farlo guarire.
Oscar si riprende dal pestaggio, si fa prestare dei soldi da Yunior e torna nella Repubblica Dominicana. Passa 27 giorni a scrivere e a pedinare Ybon. Lei è inorridita all'inizio ma si ammorbidisce e alla fine fa sesso con Oscar. Gli scagnozzi del fidanzato di Ybon trovano Oscar, lo riportano nei campi di canna da zucchero e lo uccidono. 

### Flashback e narrazioni secondarie
Il romanzo contiene una narrazione significativa sulla storia della famiglia di Oscar. Una sezione del libro viene raccontata in prima persona dalla prospettiva della sorella di Oscar, Lola, che spiega le sue lotte per andare d'accordo con la loro madre testarda, Beli. Le sezioni successive descrivono in dettaglio la storia di Beli, cresciuta come orfana nella Repubblica Dominicana dopo che suo padre fu imprigionato e sua madre e le sue due sorelle morirono. Suo padre è stato imprigionato dopo essersi rifiutato di portare sua moglie e sua figlia ad incontrare alcuni funzionari del governo, perché teme che vengano prese da loro. Dopo essere stata cresciuta da una zia, Beli inizia una relazione con un gangster di nome Dionisio. 

## Stile

### Narrazione
Invece di raccontare direttamente la storia al lettore, Díaz crea una distanza estetica parlando attraverso il narratore del romanzo, Yunior. Yunior fornisce analisi e commenti per gli eventi che sta raccontando nel romanzo. Il suo discorso spesso esemplifica il cambio di codice, passando rapidamente da un vernacolo vivace, con inflessione caraibica, pieno di frequente uso di bestemmie, a una prosa verbosa, eloquente e accademica. Questo va in parallelo con diversi temi centrali del romanzo riguardanti l'identità, poiché il cambio di codice di Yunior allude a una lotta tra la sua identità dominicana e quella di scrittore. Il cambio di codice tra lo spagnolo e l'inglese è anche centrale per la narrazione stessa del libro, poiché i personaggi passano dall'uno all'altro quando lo ritengono opportuno.
La narrazione del libro si sposta anche da Yunior a un altro personaggio in diversi momenti chiave della storia. Nel secondo capitolo, Lola narra la sua storia in prima persona. Questo è una prefigurazione dell'intimità tra Lola e Yunior che deve ancora essere svelata. L'inizio del secondo capitolo presenta anche l'uso della narrazione in seconda persona, raramente usata in letteratura.
L'uso di Díaz di Yunior come narratore principale del libro rafforza l'idea del romanzo come metanarrazione. Yunior ricorda costantemente al lettore che è lui a raccontare la storia, in contrapposizione alla storia stessa.